# 山王 (大阪市)
山王（さんのう）は、大阪府大阪市西成区の町名。現行行政地名は山王一丁目から山王三丁目。

## 地理
西成区の北東端に位置する。
浪速区と天王寺区と阿倍野区との境目に近い1丁目と2丁目は、細い路地が入り組む昔ながらの商店街や長屋が建ち並び、さながら昭和か大正かと思わせるノスタルジックな趣の町並みを醸し出している。
南に下った3丁目には、大正時代から続く飛田新地という日本最大級の旧遊廓がある。
戦前から戦後にかけて数多くの芸人が住んでいた地域であり、その名残を後世に伝えるための『てんのじ村記念碑』（1977年11月建立）が存在する。難波利三の直木賞受賞作『てんのじ村』（1984年）の舞台として有名になった。
西隣の太子、萩之茶屋地区には釜ヶ崎（あいりん地区）があるが、エリア的に新今宮駅、萩ノ茶屋駅周辺を指し、山王地区とは全くの別地区である。その誤解を嘆く声として、「現在の山王はあいりん地区だと言って特別な恩典もないのみならず、釜ヶ崎と一把ひとからげにされた山王町が大いに迷惑している。それは、戦前の山王町は、住吉区であり、隣り合っているとはいえ別の区であったことを思うと、この呼称に憤りを覚えている」と大阪春秋に掲載されている。

## 歴史
元は東成郡天王寺村大字天王寺の一部。
- 1925年（大正14年）4月1日 大阪市第二次市域拡張によって新設の住吉区に編入され、大阪市住吉区天王寺町となる。
- 1929年（昭和4年） 天王寺町より山王町（1 - 4丁目）が成立。
- 1943年（昭和18年）4月1日 区の境界変更によって西成区へ転属。
- 1973年（昭和48年）11月 現行住居表示実施によって山王（1 - 3丁目）となる。

## 世帯数と人口
2019年（令和元年）9月30日現在の世帯数と人口は以下の通りである。
| 丁目       | 世帯数    | 人口    |
| ---------- | --------- | ------- |
| 山王一丁目 | 999世帯   | 1,309人 |
| 山王二丁目 | 1,158世帯 | 1,432人 |
| 山王三丁目 | 1,135世帯 | 1,256人 |
| 計         | 3,292世帯 | 3,997人 |

### 人口の変遷
国勢調査による人口の推移。
| 1995年（平成7年）  | 5,734人 | [ 6 ]  |  |
| 2000年（平成12年） | 5,439人 | [ 7 ]  |  |
| 2005年（平成17年） | 5,314人 | [ 8 ]  |  |
| 2010年（平成22年） | 4,599人 | [ 9 ]  |  |
| 2015年（平成27年） | 4,529人 | [ 10 ] |  |

### 世帯数の変遷
国勢調査による世帯数の推移。
| 1995年（平成7年）  | 3,489世帯 | [ 6 ]  |  |
| 2000年（平成12年） | 3,601世帯 | [ 7 ]  |  |
| 2005年（平成17年） | 3,867世帯 | [ 8 ]  |  |
| 2010年（平成22年） | 3,477世帯 | [ 9 ]  |  |
| 2015年（平成27年） | 3,589世帯 | [ 10 ] |  |

## 学区
市立小・中学校に通う場合、学区は以下の通りとなる。なお、小学校・中学校入学時に学校選択制度を導入しており、通学区域以外に西成区にある以下の通学区域に隣接する校区にある小学校、西成区内にある中学校から選択することも可能。
| 丁目       | 番                                                                        | 小学校                 | 中学校                 |
| ---------- | ------------------------------------------------------------------------- | ---------------------- | ---------------------- |
| 山王一丁目 | 全域                                                                      | 大阪市立金塚小学校     | 大阪市立松虫中学校     |
| 山王二丁目 | 全域                                                                      | 大阪市立金塚小学校     | 大阪市立松虫中学校     |
| 山王三丁目 | 1～15番 16番1～8号 16番9号（一部） 16番16号（一部） 16番17～29号 17～21番 | 大阪市立金塚小学校     | 大阪市立松虫中学校     |
| 山王三丁目 | 16番9号（一部） 16番10～15号 16番16号（一部）                             | 大阪市立天下茶屋小学校 | 大阪市立天下茶屋中学校 |

## 事業所
2016年（平成28年）現在の経済センサス調査による事業所数と従業員数は以下の通りである。
| 丁目       | 事業所数  | 従業員数 |
| ---------- | --------- | -------- |
| 山王一丁目 | 72事業所  | 502人    |
| 山王二丁目 | 92事業所  | 227人    |
| 山王三丁目 | 192事業所 | 863人    |
| 計         | 356事業所 | 1,592人  |

## 交通

### 鉄道
- 南海電気鉄道 飛田本通駅（廃駅）、大門通駅（廃駅）
- 阪堺電気軌道 飛田停留場（廃駅）
  - これらの駅はすべて廃駅になっている。現存する最寄駅は、阪堺電気軌道の新今宮駅前停留場、今池停留場、今船停留場、大阪市営地下鉄の動物園前駅、JR西日本の新今宮駅、天王寺駅等。

### 道路
- 阪神高速14号松原線 阿倍野入口
  - ループを描く阿倍野入路の敷地には阪神高速道路の阿倍野補修基地も設置されている。

## 教育機関
- 大阪市立山王保育所（山王1丁目6-10）
- ひよこ園（山王1丁目8-29）

## 医療機関
- まちだ胃腸病院（山王1丁目1-15）

## 施設
- 山王こどもセンター（山王2丁目5-4）
- 山王集会所（山王2丁目10-24）
- 山王福祉会館（山王2丁目13-2）
- 飛田文化センター（山王3丁目12-13）

## 団体
- COCOROOM（山王1丁目15-11）
- 飛田新地料理組合（山王3丁目1-13）

## その他

### 日本郵便
- 〒557-0001[3]（集配局：西成郵便局[14]）